# Palestine (strip)
Palestine (in het Nederlands uitgegeven als Onder Palestijnen door uitgeverij Xtra in 2005) is een striproman over de reizen van Joe Sacco in de Palestijnse gebieden. Hij beschrijft de geschiedenis van de Intifada, de situatie in Gaza en de gevolgen voor Palestijnse én Joodse burgers.